# Jakob Friedrich Ehrhart

Jakob Friedrich Ehrhart

Jakob Friedrich Ehrhart (* 4. November 1742 in Holderbank AG, Schweiz; † 26. Juni 1795 in Hannover) war ein Schweizer Apotheker und Botaniker in Deutschland. Sein offizielles botanisches Autorenkürzel lautet „Ehrh.“.

## Leben und Wirken
Seine Eltern waren Johannes Ehrhart, ein Pfarrer aus Bern, und seine Frau Magdalena, geborene Wild.
Er widmete sich von Jugend an dem Studium der Naturwissenschaften, begann 1765, nach dem Tod seines Vaters, eine Apotheker-Lehre in Nürnberg und arbeitete dann als Apothekergehilfe in Erlangen, Hannover und Stockholm, wo er bei Peter Jonas Bergius (1730–1790) hörte. Von 1774 bis 1776 war Ehrhart in Uppsala ein Schüler der beiden Linnés.
Ab 1778 ordnete er die Sammlungen des Apothekers Johann Gerhard Reinhard Andreae in Hannover, wo er die ersten Dekaden seiner getrockneten Pflanzen und das Supplementum Plantarum des jüngeren Linné herausgab.
1780 wurde er „Königlich Grossbritanischer und Churfürstlich Braunschweig-Lüneburgischer Botaniker“ und arbeitete im Auftrag der Regierung in Hannover unter anderem an einer „Hannoverischen Pflanzengeschichte“. Zu diesem Zweck bereiste er von 1780 bis 1783 im Regierungsauftrag das Kurfürstentum und angrenzende Gebiete und notierte seine floristischen Beobachtungen.

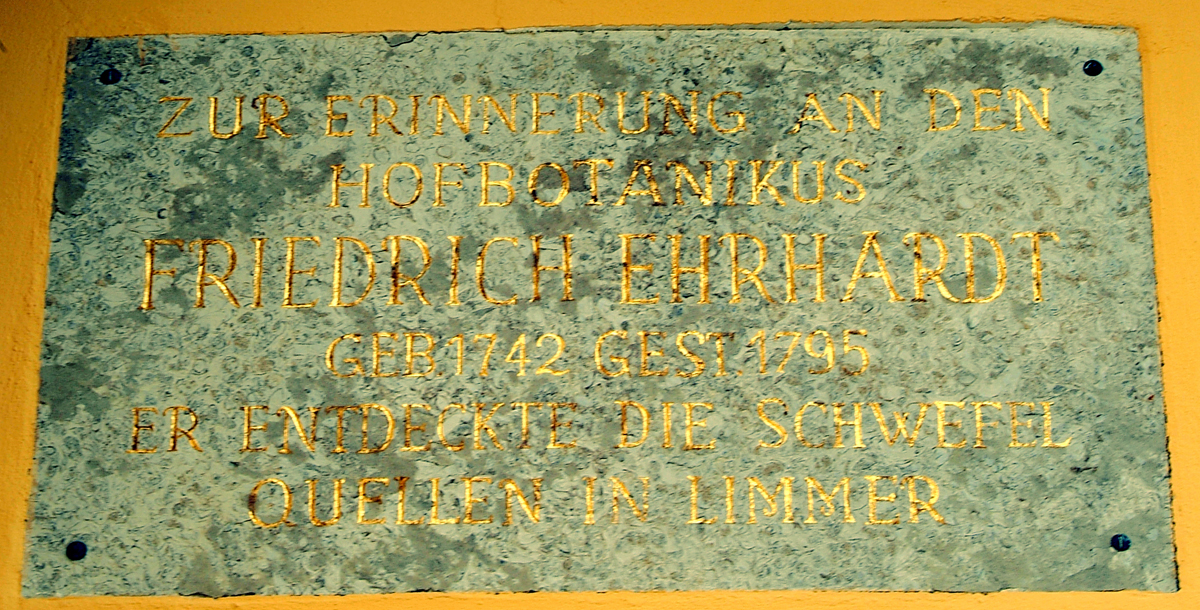
Gedenktafel am Bibliothekspavillon vor dem Berggarten

Am 15. September 1779 entdeckte er im Limmerholz einen kleinen Sumpf, dessen Quellwasser stark schwefelhaltig roch. Aus dieser Schwefelquelle, dem Limmerbrunnen entwickelte sich rasch ein Heilbad für Gicht- und Rheuma-Patienten.
Am 22. November 1779 schrieb er im „Hannoverschen Magazin“ einen Artikel: „Vorigen Sommer fand ich auf meinen botanischen Sonntagsexcursionen am Wege von Linden nach Davenstedt einige Pflanzen, die ich zuvor nur bey Salzquellen und am Seestrande, oder an solchen Stellen, die nicht weit von diesen entfernt oder doch ehemals mit Salzwasser bedeckt waren, kurz, nur da, so das Kochsalz gefunden wurde…“. Diesen Artikel entdeckte später Georg Egestorff, der dort 1831 die Saline Egestorffshall gründete.
Anschließend wurde er Leiter der Herrenhäuser Gärten zu Herrenhausen bei Hannover.
Neben den salzhaltigen Quellen bei Badenstedt analysierte Ehrhart auch, nach der Überlieferung durch Hinweis des Leibarztes Johann Georg Zimmermann, den dann nach dem Bürgermeister Ernst Anton Heiliger benannten Heiligers Brunnen in der Eilenriede.
Von historischer Bedeutung ist Ehrhart insbesondere, da auf ihn das Taxon der Unterart zurückgeht, das er 1780 erstmals anwandte und 1784 erstmals definierte. Er beschrieb fast 300 Pflanzen-Taxa und legte ein umfangreiches Herbarium von ca. 3.300 Belegen an, die er hauptsächlich in Deutschland, der Schweiz, Dänemark, den Niederlanden und der Umgebung von Uppsala sammelte. Sein Herbar befindet sich heute im Herbarium der Staatlichen Universität Moskau.
1782 veröffentlichte er in Baldingers Neuem Magazin für Ärzte einen Aufsatz unter dem Titel „Apothekerwünsche“, in dem er „in nicht weniger als zwölf Punkten Vorschläge zur Abstellung von Mißständen aufzählt, wie sie damals in deutschen Apotheken offenbar weit verbreitet waren“.

## Taxonomische Ehrung
Die Pflanzengattung Ehrharta Thunb. aus der Familie der Süßgräser (Poaceae) ist nach ihm benannt worden.

## Werke
- Supplementum systematis vegetabilium, generum et specierum plantarum. 1781.
- Verzeichniss der Bäume und Sträuche, welche sich auf der Königl. Plantage zu Herrenhausen bei Hannover befinden. 1787.
- Verzeichniss der Glas- und Treibhauspflanzen, welche sich auf dem Königl. Berggarten zu Herrenhausen bei Hannover befinden. 1791.
- Beiträge zur Naturkunde, und den damit verwandten Wissenschaften, besonders der Botanik, Chemie, Haus- und Landwirthschaft, Arzneigelahrtheit und Apothekerkunst. 7 Bände, 1787 bis 1792, doi:10.5962/bhl.title.44806.
- Autobiografie in Usteris Annalen der Botanik